# Tiopentál-nátrium
A tiopentál-nátrium ultrarövid hatású, barbiturát típusú intravénás narkotikum.
A kezdőadag után bekövetkező izgatottsági jelenségek száma csekély. Adagtól függően nem akaratlagos mozgások és izomremegés felléphetnek.

## Hatása altatás szempontjából
A tiopentál dózistól függően gátolja a légzőközpontot. Az éber állapothoz képest 45%-kal csökkentheti a cerebrális oxigén szükségletet és az agyi vérellátást. Ezek a változások nyilvánvalóan az anaesthesiás hatással vannak összefüggésben.
A hatóanyag nem függeszti fel a fájdalomérzetet és a nociceptiv reflexeket. A tiopentál-nátriummal elért analgézia inkább a narkotikus tulajdonságokból származó funkciók alapján magyarázható. Izomrelaxálást csak mély narkózisban képes elérni. Ezen kívül a tiopentál-nátrium intrakraniális nyomást csökkentő hatással is rendelkezik.
A hatóanyag molekuláris hatásmechanizmusa még nem teljesen tisztázott: az anaesthetikus hatást a neuronok ingerelhetőségének csökkentése eredményezi. A tiopentál-nátrium fő hatáshelye a thalamus, ahol a formatio reticularisban a felszálló pályák gátlása következik be, ezáltal az ingerek továbbítása a kéreg felé gyengül. Az intrakraniális nyomás csökkenése valószínűleg az anaesthetikus hatással van összefüggésben. A tiopentál-nátrium hatásának eredményeképpen az emelkedett cerebrális érellenállás, következményesen a cerebrális vérátáramlás és az agyi vérvolumen csökkenése figyelhető meg.
A kezdőadag egészséges szívműködésű beteg esetén az artériás középnyomást csak kismértékben csökkenti. A szívfrekvencia 30%-kal megnő, és a bal kamrai nyomás fokozódásának sebessége kis mértékben csökken. A szívindex és a systolés volumen lassan csökken, a teljes perifériás ellenállás 10%-kal nő. A koronáriák vérellátása és a myocardium oxigénfelhasználása egyforma mértékben nő úgy, hogy az arteriovenózus oxigénkoncentráció különbsége közel azonos marad. Az általános és a koronáriás haemodinamika ezen változásai normális koronária tartalékkal rendelkező betegeken elhanyagolhatóak.
Az altatást kiváltó adag injekciós alkalmazása után már 30-40 másodpercen belül bekövetkezik a tudat kikapcsolása. A narkózis mélyülése a következő 40 másodpercen belül tovább fokozódhat. A hatás kb. 5-10 percig tart, amely 10-30 perces utóalvással jár együtt. A narkózis hasznos időtartama 5-8 percig tart. Kezdetben a hatóanyag főleg a jó vérellátású szervekhez (agy, szív, máj, tüdő) jut el. Ezután következik be a gyors megoszlás, főként az izomszövetekben. A plazma és az izomzat közötti kiegyenlítődés az injekció beadása után kb. 15-30 másodpercen belül következik be. A narkózis tartamát lényegében az agy és az izomszövetek közötti megoszlás határozza meg. A zsírszövetek rossz vérellátása miatt a megoszlási egyensúly a plazma és a zsírszövetek között csak 1,5-2,5 óra múlva következik be. Főleg a májban, kis részben pedig a vesében és agyban metabolizálódik. Egyebek mellett deszulfurálódás révén 3-5%-ban pentobarbitállá alakul, amely ugyancsak altató hatással rendelkezik. Az lebomlási sebességet a tiopentál-nátrium zsírszövetekből történő lassú felszabadulásának mértéke határozza meg. Ismételt beadás esetén a tiopentál-nátrium újramegoszlása következtében a narkózis és annak tartama erősen meghosszabbodik.
A cerebrális hiperreaktivitást, amely rángógörcsök vagy csupán EEG-vel kimutatható jelenségek formájában mutatkozik meg, a tiopentál elnyomja.
A tiopentál a vesefunkció csökkenését idézi elő. Nagy adagok ezzel ellentétben polyuriát okoznak. A tiopentál gátolja az epinefrin (adrenalin) felszabadulást és csökkenti a megnövekedett plazma-renin aktivitás hatását.

## Alkalmazása
Gyógyászatban általános érzéstelenítésre, elaltatásra használható, viszont veszélyessége miatt alkalmazása egyre inkább visszaszorul. A méreginjekciós halálbüntetések egyik gyakori összetevője, ahol az állatorvosi mennyiség kétszeresét adják be.
A nátrium-tiopentál oldatlan formában 48 hónapig tartható el, oldatban, szobahőmérsékleten csak 24 óra hosszat stabil – hűtve pedig egy hétig. A beadandó oldatot általában az alkalmazás napján készítik el.

## Készítmények
- Thiopental Sandoz

## Fordítás
- Ez a szócikk részben vagy egészben  a   Sodium thiopental című angol Wikipédia-szócikk fordításán alapul.  Az eredeti cikk szerkesztőit annak laptörténete sorolja fel. Ez a jelzés csupán a megfogalmazás eredetét és a szerzői jogokat jelzi, nem szolgál a cikkben szereplő információk forrásmegjelöléseként.